# Anthomyia abiscoensis
Anthomyia abiscoensis är en tvåvingeart som först beskrevs av Ringdahl 1937.  Anthomyia abiscoensis ingår i släktet Anthomyia och familjen blomsterflugor.
Artens utbredningsområde är Sverige. Inga underarter finns listade i Catalogue of Life.